# Медернах
Медернах (люкс. Miedernach, фр. Medernach) — посёлок и коммуна в Люксембурге, располагается в округе Дикирх. Коммуна Медернах является частью кантона Дикирх.
Население составляет 1190 человек (на 2008 год), в коммуне располагаются 410 домашних хозяйств. Занимает площадь 15,64 км² (по занимаемой площади 76 место из 116 коммун). Наивысшая точка коммуны над уровнем моря составляет 420 м. (43 место из 116 коммун), наименьшая 249 м. (62 место из 116 коммун).

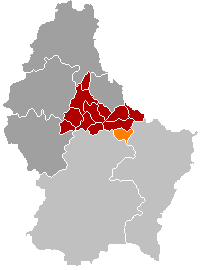
Оранжевый цвет — коммуна Медернах, красный — кантон Дикирх.